# لیبوتوو
لیبوتوو (به چکی: Libotov) یک منطقهٔ مسکونی در جمهوری چک است که در منطقه تروتنوف واقع شده‌است.